# Dort Federal Credit Union Event Center
Le Dort Federal Credit Union Event Center est une installation sportive américaine (servant principalement pour le hockey sur glace et le basket-ball) située dans la ville de Flint, dans le Michigan.
L'enceinte, dotée de 5 109 à 4 421 places selon l'évènement et inaugurée en 1969, sert d'enceinte à domicile à l'équipe de hockey sur glace des Firebirds de Flint, ainsi qu'aux équipes de basket-ball des Monarchs de Flint et du Flint United.

## Histoire
La construction de l'enceinte débute en 1967, pour s'achever deux ans plus tard. Il est inauguré le octobre 1969 sous le nom d'IMA Sports Arena.
En 2003, l'arène change de nom pour s'appeler la Perani Arena, nommée ainsi en l'honneur de Bob Perani, ancien gardien de but pour les Generals de Flint entre 1969 et 1974 et également propriétaire de Perani's Hockey World, un détaillant d'équipement sportifs à Flint.
Le 13 janvier 2015, l'équipe de hockey sur glace des Whalers de Plymouth de la Ligue de hockey de l'Ontario (OHL), annoncent leur déménagement au Dort Federal Event Center. L'équipe change alors de nom pour s'appeler les Firebirds.
En plus de matchs de hockey des collèges et lycées des environs, le Dort Federal Credit Union Event Center est également chaque année une des étapes du Shrine Circus.

## Galerie

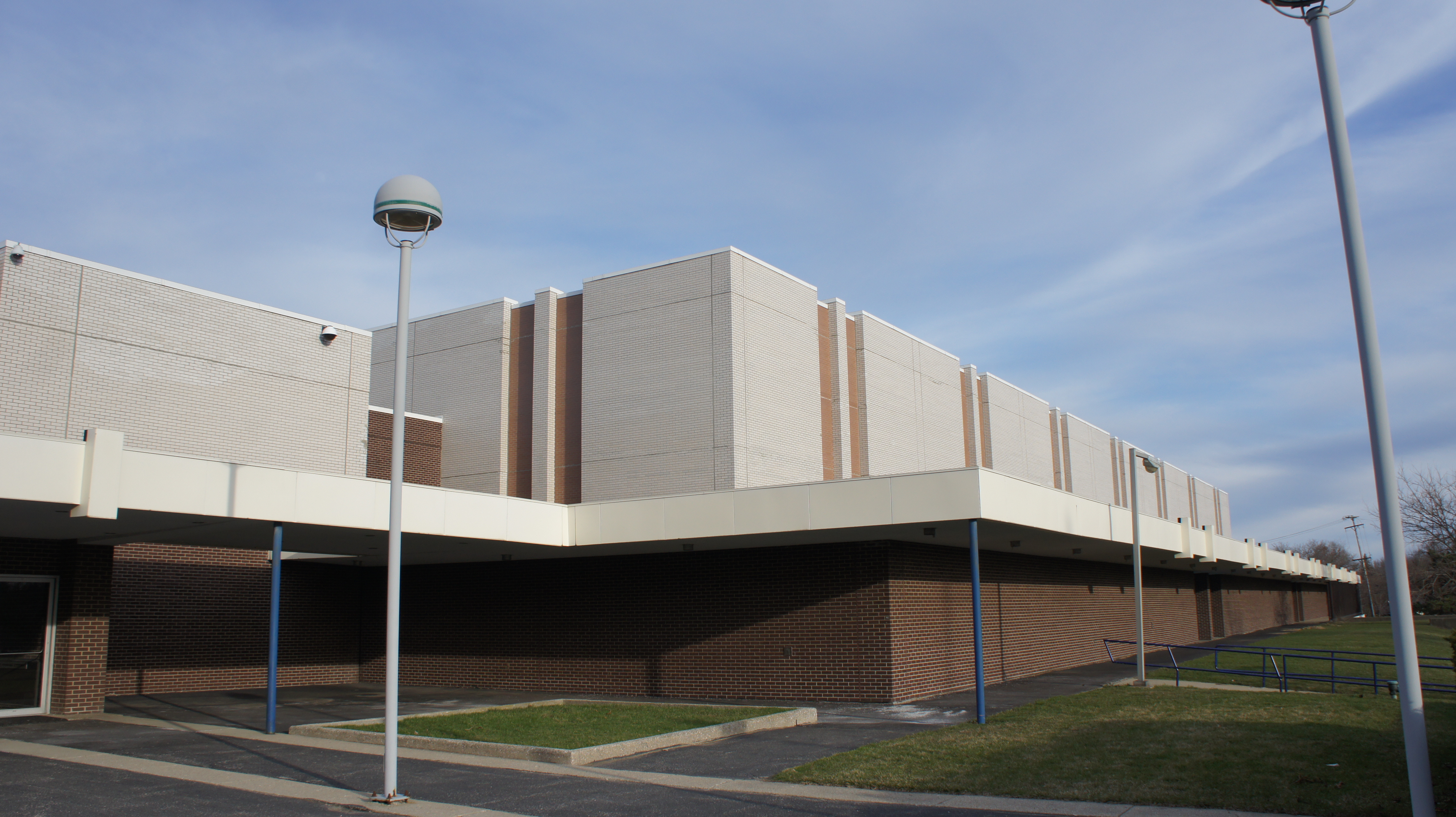
Extérieur de l'arène
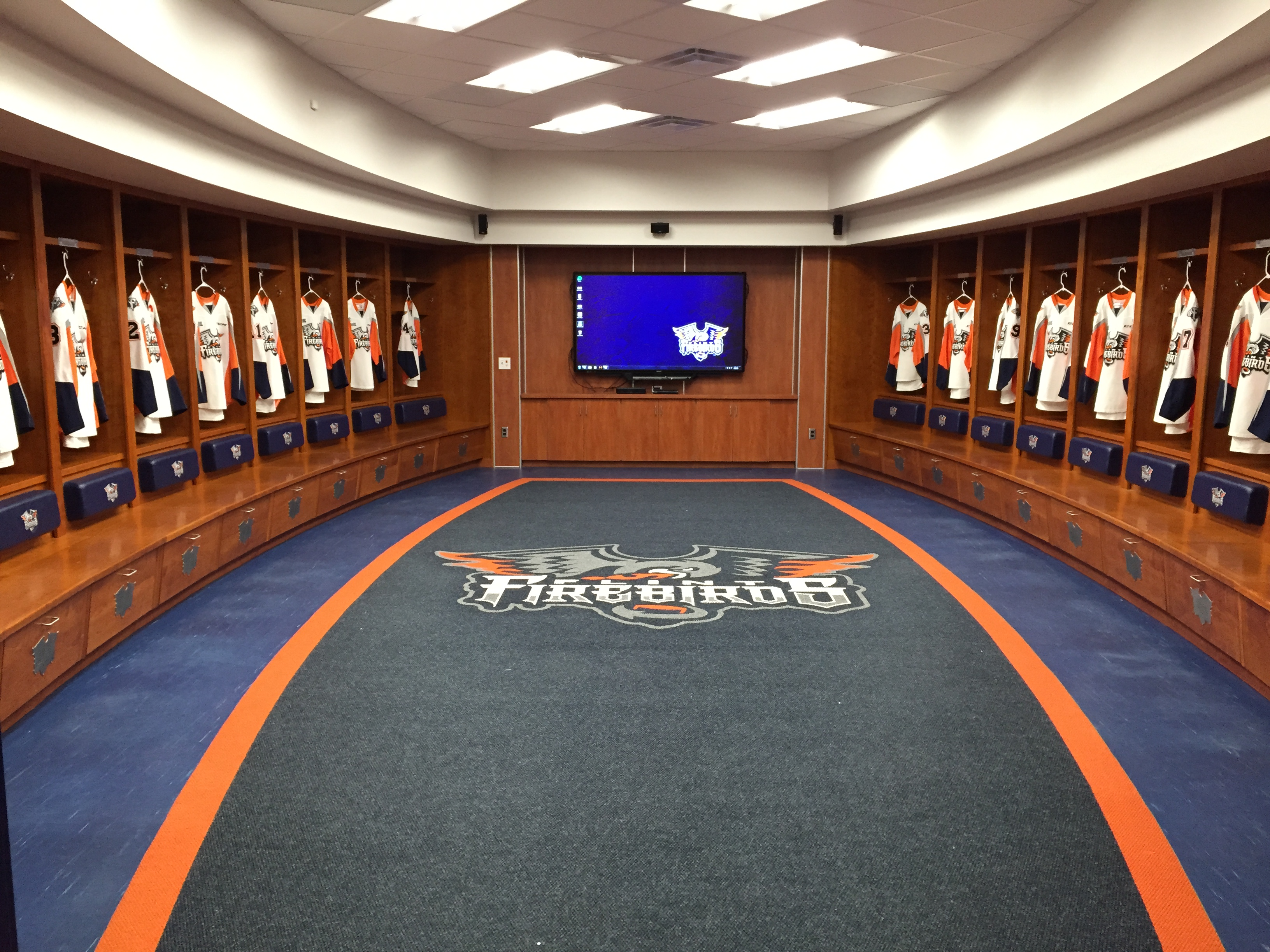
Vestiaire des Flint Firebirds